# Mihai Grecu
 (juillet 2023).
 (juin 2023).
La mise en forme du texte ne suit pas les recommandations de Wikipédia : il faut le « wikifier ».
Les points d'amélioration suivants sont les cas les plus fréquents. Le détail des points à revoir est peut-être précisé sur la page de discussion.
- Les titres sont pré-formatés par le logiciel. Ils ne sont ni en capitales, ni en gras.
- Le texte ne doit pas être écrit en capitales (les noms de famille non plus), ni en gras, ni en italique, ni en « petit »…
- Le gras n'est utilisé que pour surligner le titre de l'article dans l'introduction, une seule fois.
- L'italique est rarement utilisé : mots en langue étrangère, titres d'œuvres, noms de bateaux, etc.
- Les citations ne sont pas en italique mais en corps de texte normal. Elles sont entourées par des guillemets français : « et ».
- Les listes à puces sont à éviter, des paragraphes rédigés étant largement préférés. Les tableaux sont à réserver à la présentation de données structurées (résultats, etc.).
- Les appels de note de bas de page (petits chiffres en exposant, introduits par l'outil «  Source ») sont à placer entre la fin de phrase et le point final[comme ça].
- Les liens internes (vers d'autres articles de Wikipédia) sont à choisir avec parcimonie. Créez des liens vers des articles approfondissant le sujet. Les termes génériques sans rapport avec le sujet sont à éviter, ainsi que les répétitions de liens vers un même terme.
- Les liens externes sont à placer uniquement dans une section « Liens externes », à la fin de l'article. Ces liens sont à choisir avec parcimonie suivant les règles définies. Si un lien sert de source à l'article, son insertion dans le texte est à faire par les notes de bas de page.
- La présentation des références doit suivre les conventions bibliographiques. Il est recommandé d'utiliser les modèles {{Ouvrage}}, {{Chapitre}}, {{Article}}, {{Lien web}} et/ou {{Bibliographie}}. Le mode d'édition visuel peut mettre en forme automatiquement les références.
- Insérer une infobox (cadre d'informations à droite) n'est pas obligatoire pour parachever la mise en page.

Pour une aide détaillée, merci de consulter Aide:Wikification.
Si vous pensez que ces points ont été résolus, vous pouvez retirer ce bandeau et améliorer la mise en forme d'un autre article.
Mihai Grecu, né le 28 avril 1981, est un plasticien et réalisateur de nationalité roumaine, diplômé du Fresnoy, Studio National des Arts Contemporains. Il vit et travaille à Paris.

## Biographie
Mihai Grecu est originaire du sud de la Transylvanie en Roumanie, né en 1981 dans la ville de Sebeș. Oscillant entre cinéma, art vidéo et créations d'images de synthèse, son imagerie singulière met en œuvre, dans une atmosphère déshumanisée, des visions oniriques traversées par des allégories politiques, des objets parasitaires, architectures modifiées et personnages-symboles. En 2014 il est lauréat de la prestigieuse résidence artistique Q21 à Vienne en Autriche. Son travail est montré dans de nombreux festivals de film (Rotterdam, Nouveau Cinéma Montréal...) et expositions (Dans la nuit, des images au Grand Palais, Labyrinth of my mind au Cube, Studio à la Galerie Les filles du Calvaire, etc.).

## Filmographie
- 2007 : Unlith[5] - produit par Le Fresnoy
- 2008 : Coagulate[6],[7] - produit par Le Fresnoy
- 2010 : Centipede Sun - produit par Mathematic Studio, avec le soutien de Arcadi Île-de-France et de la SCAM 2010
- 2012 : Glucose - (collaboration avec Thibault Gleize)
- 2013 : Exland - (collaboration avec Thibault Gleize)
- 2013 : We'll become oil - court métrage, produit par Bathysphere[8]
- 2015 : The Reflection of power[9],[10],[11], court métrage, produit par Bathysphere[12][13][14]
- 2020 : Saturnism[15],[16],[17],[18],[19] - Virtual Reality Film, production: Barberousse Films[20][21]

## Distinctions

### Unlith
- Mention Spéciale du Jury, International film festival Rotterdam, Pays Bas[22]
- Grand prix de la création vidéo, Videoformes Clermont-Ferrand

### Coagulate
- Mention Spéciale du Jury, Videoformes, Clermont-Ferrand

- Mention Spéciale du Jury, Talinn International Student Film Festival, Estonie

- Prix de la meilleure œuvre video, Oslo screen festival, Oslo, Norvège
- Prix de la meilleure œuvre video, EXIS Experimental Film Festival, Séoul, Corée

### Centipede sun[23]
- Prix de l’œuvre d’art numérique de la SCAM 2010
- Prix du meilleur Film Expérimental, Festival Curtocircuito, Santiago de Compostella, Espagne Prix « Videorama », Timishort, Timisoara, Roumanie
- Meilleur Film Expérimental, Festival Internacional de cine y video alternativo, Bogota , Colombie
- Meilleur Film Expérimental, Festival international du film d'Aubagne

### Glucose
- Prix Arte Creative, Côté Court Pantin,
- Prix du meilleur son, Sapporo Short Festival, Japon
- Prix du meilleur Film Expérimental Naoussa International Film Festival, Grèce
- Prix du meilleur Film Expérimental Tabor Film Festival, Croatie
- Prix du Public Timishort Film Festival , Roumanie

### Exland
- MQ Residency Award, Vienna Independent Shorts, Vienne, Autriche
- Prix du meilleur Film Expérimental, Message 2 man Festival, St Petersbourg

### We'll become oil[24]
- Prix de la Qualité du CNC, 2014
- Prix du meilleur Film d'Animation, Tampere Film Festival, Finlande
- Prix du meilleur Film Expérimental, Teheran Film Festival, Iran

### The reflection of power
- Prix du meilleur documentaire, Mediterranean Film Festival, Bosnie 2017
- Mention Spéciale du jury, festival National du Film d'animation, Carcassonne, 2017
- Mention Spéciale du jury, Competition LABO, Festival de Clermont-Ferrand, 2016[26]
- Mention spéciale du jury, Festival d'Annecy, 2016
- Meilleur Documentaire Expérimental, FrontDoc, Italie 2016
- Meilleur Court Métrage, Panorama International Coisa de Cinema, Brésil 2016
- Meilleur Film, Lago Film Fest, Italie, 2016
- Prix du meilleur film expérimental, Sapporo Short Film Festival, Japon 2016
- Prix du meilleur Réalisateur Roumain, Bucharest International Experimental Film Festival, Roumanie, 2016
- Prix du meilleur documentaire, Astra Film Festival, Sibiu, Roumanie, 2016
- Prix Spécial du Jury, Festival du Film en Plein Aire, Grenoble, 2016
- Mention spéciale du Jury, Tirana Film Festival, Albanie 2016
- Ars Electronica, Linz, Autriche, Award of Distinction 2015

## Expositions

### Expositions personnelles
- «z-land», Rolf Hengesbach Gallery, Berlin, Allemagne[27]
- MEP Virtuelle, Maison Européenne de la Photographie, Paris, France[28]
- «we’ll become oil», AsifaKeil Austria, Vienna
- «we’ll become oil», Rolf Hengesbach Gallery, Berlin, Allemagne
- «coagulate », Slash Gallery, Cluj Napoca, Roumanie
- «coagulate», Rolf Hengesbach Gallery, Berlin, Allemagne
- «coagulate», Centre d’Art La Panera, Lleida, Espagne
- «Unlith/coagulate» gallery Art Claims Impulse, Berlin, Allemagne
- « Labyrinth of my mind », Le Cube, Issy-les-Moulineaux, France[29]
- On Frail Ground, Art Claims Impulse Gallery, Berlin, 2020[30]

### Expositions de groupe[31]
- „OLHO”, Musee d'Art Moderne, Rio de Janeiro, Bresil
- “Le Fresnoy- mémoire de l’imagination”, BNF, Paris, France
- Apocalypse - Hengesbach Gallery, Wuppertal, Allemagne
- „Video Forever: Animal Death”, Musee de laChasse et de la Nature, Paris
- Imagining Crisis - Museum of Contemporary Art Taipei, Taiwan
- “Arte video night”, Palais deTokyo, Paris
- “Loop art fair”, Barcelona, Espagne
- “Moving Image”, New York, USA
- I SEE YOU - Kunsthalle Detroit, Detroit, MI Digital Life
- Liquid Landscape - MACRO Testaccio (MACRO Future), Rome
- lichtsicht - 4. Projektions-Biennale Bad Rothenfelde - Projektions-Biennale Bad Rothenfelde
- Accumulations - Galerie Sherin Najjar, Berlin
- ”Catastrophology” Arko Art Center, Seoul, Corée du Sud
- 17oVideobrasil - SESC, São Paulo
- WRO Media Art Biennale 2011 - Contemporary Theatre, Wroclaw, Pologne
- Emaf - Kunsthalle Dominikanerkirche, Osnabruck
- Höhepunkte der Kölner KunstFilmBiennale - KW Institute for Contemporary Art , Berlin
- Unsichtbare Schatten - Bilder der Verunsicherung - MARTa Herford, Herford
- «Mois de la Photographie», Paris, France
- « Invisible Shadows », Marta Herford Museum, Herford, Allemagne
- Vídeo Short List/Dream Machine - Museu de Arte Contemporanea de Niterói, Niterói, RJ, Brésil
- Videonale 12 - Kunstmuseum Bonn, Bonn
- Vidéos Europa - Le Fresnoy, Studio national des arts contemporains, Tourcoing
- « Dans la nuit, des images », Grand Palais, Paris, France
- Machines à Rêve / Video short list - Passage de Retz, Paris
- Panorama 9-10 - Le Fresnoy, Studio national des arts contemporains, Tourcoing
- Laisle videoNONstop - Novembro Arte Contemporânea, Rio de Janeiro, RJ, Brésil
- «Sousinfluences » ADN Galeria, Barcelona + Galerie Magda Danysz, Paris
- Mayfair Art Weekend 2020[9], Mayfair Hotel, Londres

## Collaborations
- 2011 : Sand - de Sophie Sherman, court metrage, production Le Fresnoy
- 2013 : Sing Under - de Jung Hee Seo court-metrage, production Le Fresnoy
- 2016 : Les petits secrets des grands tableaux, Saison3 episode 1: Paul Gauguin - documentaire, réalisation Carlos Franklin, production Les Poissons Volants
- 2016 : Prince - de Jim Vieille, court metrage, production ByWithAndFor
- 2017 : PLANET ∞ - de Momoko Seto, experience en Realite Virtuelle, production Barberousse Films